# Рюрик Рок
Емил-Едуард Максимилианович Геринг, известен с псевдонима си Рюрик Рок, е руски поет, режисьор и радиоводещ. Известен като главен представител на движението на ничевоките в началото на 20-те години на XX век, както и като театрален изследовател и продуцент.

## Биография
Роден е във Варшава, но израства в Ростов на Дон. Брат е на режисьора Марион Геринг. През 1919 г. Рок става част от ръководството на Всеруския съюз на поетите, редом с имена като Сергей Есенин, Андрей Бели, Вадим Шершеневич и др. Поетът става част от течението на имажинистите, преди през 1920 г. да стане един от основателите на течението на ничевоките. Ничевоките са силно повлияни от френския дадаизъм, обявяват Нищото за цел на безкрайността и агитират за отделянето на изкуството от държавата в името на революцията на духа.
През юли 1920 г. Рок, Аеций Ранов и Лазар Сухаребский издават общия поетичен сборник „Вам“. Рок издава още две книги със стихове – „От Рюрика Рока чтения: Ничевока поэма“ (1921) и „Сорок сороков“ (1923). Групата на ничевоките се разпада, след като Рюрик Рок е арестуван, вероятно за фалшифициране на печата на Съюза на поетите.
От 1920 до 1925 г. поетът работи в театъра на известния режисьор Всеволод Мейерхолд. Заедно с брат си през 1926 г. написва очерци за изкуството на САЩ „Хэп, хэп, мистер!“.
През 1926 г. Рок емигрира в Германия, издава изследване за германския театър в периода XV – XVI в. От 1931 до 1934 г. е собственик на театър във Франция. От 1937 г. е собственик и режисьор на експерименталния театър Modern Stage School в Калифорния. Участва като актьор във филма „Екшън в Арабия“ през 1944 г. След Втората световна война работи като режисьор на пиеси, играни в масонски храмове. От 1951 г. е ръководител на радиопрограмата „Американско класическо радио“ и всяка седмица чете разкази на О. Хенри в ефир. От 1953 г. до края на живота си е преподавател по актьорско майсторство в собствено студио в Лос Анджелис.